# Antes da Corrida (Amadeo)
Antes da Corrida (em francês:  Avant la Corrida, título original)
é uma pintura a óleo sobre tela do pintor modernista português Amadeo de Souza Cardoso (1887-1918) datada de 1912 e pertencente à Coleção Moderna da Fundação Calouste Gulbenkian em Lisboa.
Segundo a restauradora Carmen Almada, nesta, como em muitas outras obras de Amadeo, sente-se a lógica determinada do pintor: "É um artista exigente que tem um projecto rigoroso para cada tela. Nesta cena de preparativos para a tourada, Amadeo não se limita a representar os vários intervenientes, cria uma atmosfera de festa que parece cuidadosamente programada pela relação entre as figuras."

## Descrição
A metódica desconstrução formal de Amadeo, de peculiar arranjo rítmico, dá lugar a planos ensombrados e abstracionistas que sugerem ação, profundidade e volume às figuras, apesar da sua posição estática. O alvoroço dos espectadores antes da corrida corresponde à moldura tradicional para Amadeo: no primeiro plano, figuras sentadas observam o desfile; ao fundo, apontamentos de uma paisagem rural; e o núcleo central, fragmentado e disperso numa malha de linhas, ilustra a diversidade social, com roupas e chapéus de feitios diferentes, as caras esboçadas como máscaras africanas, reduzidas a um mínimo expressivo, e olhando para todos os lados da composição, no frenesim da corrida que se aproxima.
A sofisticação da solução plástica de movimento passa assim pelo prisma da cultura popular, explorando a festa e o folclore, com uma vitalidade única entre as obras do momento, fugindo ao monocromismo cubista com uma gama original de cores térreas, aplicadas cirurgicamente sobre o dominante fundo branco, com esquemáticos cavalos verdes, azuis e amarelos, em várias poses, que desorientam os críticos, vendo-os como hieróglifos decorativos e exóticos.

## Apreciação
Para Helena de Freitas, "em obras como Avant la Corrida (1912), Amadeo procura um caminho singular através de aspetos temáticos menos comuns e de soluções formais algo híbridas que o associam a movimentos artísticos díspares, aproximando-se deliberadamente das margens alternativas dos respetivos programas".
Para Afonso Ramos, "Avant la corrida pode ser entendido como um posicionamento de Amadeo face à emergência do cubismo e futurismo. Ao procurar atualizar o universo temático pessoal das cavalgadas através de uma geometrização do conjunto, numa estilização maneirista, graficamente saturada analogamente a Le Prince et la Meute e Dom Quixote, concretiza uma paradoxal visão cubo-futurista que, assente na decomposição dinâmica da velocidade, é paralela a outras obras pioneiras desse ano – sobretudo a tela perto da qual é exibida em Chicago, o Nude descendant l’escalier de Marcel Duchamp, – entre os primeiros ensaios modernistas de captar o movimento com meios pictóricos, contra o estaticismo cubista, mas sem aderir, igualmente, aos princípios doutrinários do futurismo."

## História
Amadeo participou em salões franceses marcantes para a afirmação das novas propostas artísticas, como o Salão dos Independentes (1911, 1912) e o X Salon d'Automne (1912) no Grand Palais, onde expôs a obra Avant la Corrida, quadro que seria exposto também em Nova Iorque, na exposição do Armory Show, em 1913. Esta obra causou uma enorme sensação, tal como as outras pinturas aí apresentadas, tendo Amadeo vendido sete das oito obras expostas, três das quais (Salto do Coelho, 1911; Fortaleza, c. 1912; Paisagem, 1912) foram vendidas a Jerome Eddy, autor do primeiro livro em inglês sobre o cubismo, e que se encontram atualmente no Art Institute of Chicago.
Apesar do sucesso e do protagonismo inicial de Avant la Corrida, tendo sido comprada nove dias apenas após a abertura do Armory Show, pelo pintor Robert Winthrop Chanler (encontrando o artista americano no português paralelos à sua própria obra), e sendo a mais cara das sete obras que Amadeo vendeu no Armory Show (800 francos), só foi relocalizada um século depois, em 2006, pela Fundação Calouste Gulbenkian, que de imediato a adquiriu e mostrou, na exposição Diálogos de Vanguarda.

## Restauro
Antes de ser de novo exposta ao público, a obra foi sujeita a um especializado trabalho de restauro. A jornalista Lucinda Canelas do jornal Público, na edição de 29-10-2006, refere os passos e apreciação da obra e do pintor pela equipa de restauro, em resumoː
"O maior problema era a imagem que estava totalmente manchada e tinha um tom acinzentado. Não tinha qualquer efeito de volume ou contraste entre as cores. As observações permitiram identificar duas camadas: uma de verniz que amareleceu com o tempo e que é muito comum, e uma velatura cinzenta (ligeira mão de tinta com mais ligante que pigmento, que deixa transparecer a que está por baixo), menos frequente e que estava bastante entranhada". Foram precisos dois meses de análises, feitas pelo laboratório ArteLab, em Madrid, para chegar à conclusão que a velatura cinzenta não tinha sido aplicada pelo próprio Amadeo, tendo sido tomada a decisão de a retirar, assumindo que fora uma espécie de filtro aplicada numa intervenção de restauro posterior. A equipa de restauro trabalhou depois durante dois meses, apercebendo-se com o decorrer do trabalho do "fantástico potencial de cor" de Avant la Corrida, dos seus vermelhos e verdes. "Durante o restauro houve uma grande sensação de fascínio, que crescia à medida que o quadro se ia libertando da camada cinzenta".

## Galeria

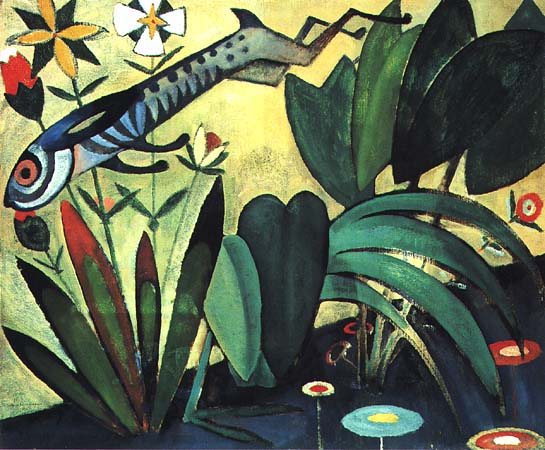
Salto do Coelho (Saut du Lapin, 1911), Amadeo de Souza-Cardoso, Art Institute of Chicago
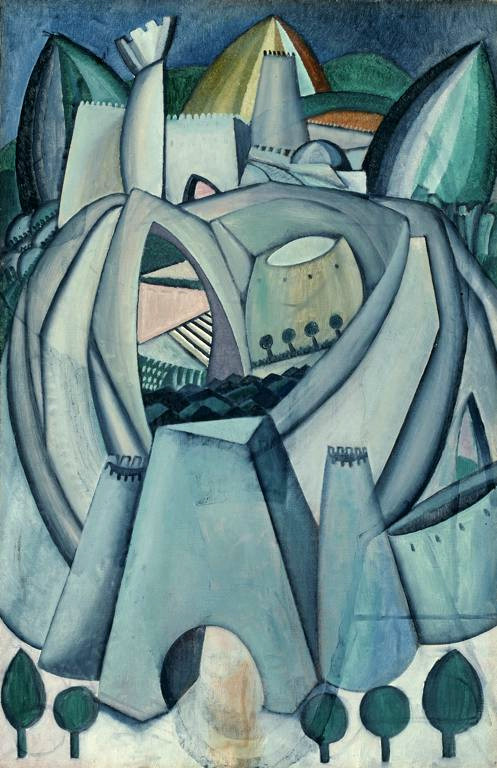
Fortaleza (Stronghold, 1912), Amadeo de Souza-Cardoso, Art Institute of Chicago
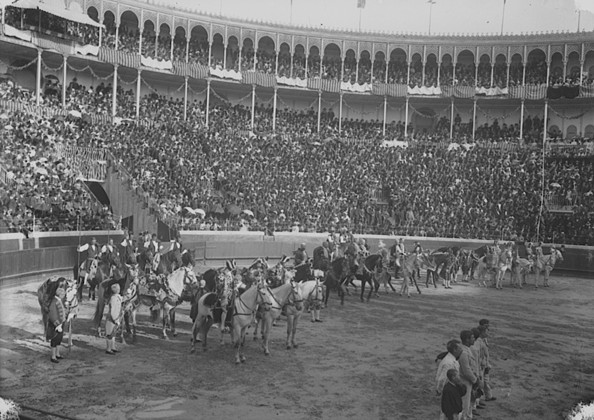
Cortesias[8] (1905-1915), fotografia de Charles Chusseau-Flaviens, George Eastman Museum, Rochester (Nova Iorque)